# Neckar
Neckar (lyssna (fil)) är en 370 km lång flod i Baden-Württemberg i södra Tyskland. Floden är ett biflöde till Rhen och ett av de tre viktigaste tillflödena.

## Sträckning
Neckar har sin källa i östra Schwarzwald och flyter sedan norrut, passerar staden Heidelberg och mynnar ut i Rhen vid Mannheim. Flodens avrinningsområde är 13 958 km² och Neckars medelvattenföring är 40 m³/s. Floderna Enz och Kocher är Neckars största tillflöden. Neckar genomflyter bland annat städerna Rottweil, Tübingen, Stuttgart, Heilbronn och Heidelberg.

## Mänsklig användning
Den är kanaliserad med 27 stycken slussar och 200 km av floden är segelbar. På Neckars strandsluttningar finns vinodlingar.